# Ian Hart
Ian Hart, född 8 oktober 1964 i Liverpool, Merseyside, England, är en brittisk skådespelare. Hart är bland annat känd för rollen som professor Quirrell och rösten åt Lord Voldemort i första Harry Potter-filmen. Han gjorde även rollen som John Lennon i Backbeat. Han är gift med en lärare vid namn Lynn. De har två döttrar: Daisy som är född 1996 och Holly som är född 2001.

## Filmografi i urval
- 1985 – No Surrender
- 1994 – Backbeat
- 1995 – Land och frihet
- 1995 – Engelsmannen som gick upp för en kulle men kom ner från ett berg
- 1995 – Nothing Personal
- 1996 – Michael Collins
- 1997 – Robinson Crusoe
- 1998 – Enemy of the State
- 1999 – Slutet på historien
- 2001 – Harry Potter och de vises sten
- 2002 – Killing Me Softly
- 2002 – Dad's Dead (TV-film)
- 2002 – Baskervilles hund (TV-film)
- 2004 – Finding Neverland
- 2007–2008 – Dirt (TV-serie)
- 2013 – Bates Motel (TV-serie)
- 2020 – Escape from Pretoria
- 2022–2024 – The Responder (TV-serie)